# Roshan Khan
 Roshan Khan  (* 26. November 1929 in Peschawar; † 6. Januar 2006 in Karatschi) war ein pakistanischer Squashspieler und Trainer. 
Die Khan Familie ist im Squash legendär. Sein Sohn Jahangir Khan hat zehn Weltmeistertitel gewonnen (zwei in der Jugend, zwei im Amateurbereich und sechs bei den Profis) und war zeitweise Präsident der World Squash Federation. Roshan Khan selbst gewann 1957 die British Open. Die US Open gewann er dreimal.
Roshan Khan starb 2006 an einem Gehirntumor.